# 地質及礦業文化推廣教室－猴硐礦工文史館
猴硐礦工文史館（全稱為地質及礦業文化推廣教室-猴硐礦工文史館），是位於台灣新北市瑞芳區柴寮路底的一個公立博物館。2019年8月10日成立時為民營，2024年7月1日由經濟部地礦中心接手營運，同年9月26日重新揭牌。

## 歷史
位於新北市瑞芳區的猴硐，過去曾密切建立煤礦產業發展，最初由顏雲年於1912年與木村九太郎合設之久年炭礦，後到1918年，與三井產物共同出資成立基隆炭礦，著力於此地之煤礦開採。隨著宜蘭線之瑞芳至猴硐段於1920年完工，基隆炭礦選定於車站前區域，建造新式選煤廠。並在第二次世界大戰戰後隨由瑞三煤礦創辦人李建興逐步包採周圍礦權及設備後，使猴硐曾成為臺灣總產量最大之單一煤礦的礦區。
2019年8月10日，現任新北市礦業退休人員交流協會理事長周朝南，與在地退休礦工因應及故以教育性的歷史文化做為目標，讓下一代年輕人了解臺灣採礦產業人文遺產的保存與教育推廣、經濟貢獻而成立猴硐礦工文史館。其館舍周圍為瑞三本礦礦區、建築物原作為瑞三本鑛事務所使用，該園區距台灣鐵路管理局宜蘭線猴硐車站約800公尺路程。
2020年2月，猴硐礦工文史館獲得中華民國勞動部「多元就業方案」之補助。當前礦工文史館展有最為豐富完整的煤礦產業文物和文件資料，且因當年在坑內工作的第一線人員現身說法，格外能勾勒出當年礦場的情形。館舍同時也經常與臺灣、日本等地區的學術團隊、教育機構合作。
2024年，由於建築物屬於瑞三公司私人產業，瑞三礦業表示在6月底租約到期後將不再續約。博物館志工發起「許我一座公立礦工博物館」的聯署活動，最終2024年7月1日經濟部地質調查及礦業管理中心宣布接手管理，6月29日與原房東簽約，9月29日重新揭牌營運。

## 展設空間
煤鄉礦工文史館位於瑞三本礦周圍設施群，總共有三個展間，展示多種礦工曾用過的工具、救命器、名牌、礦工個人配等資料，以及牆上也貼著許多由周朝南在礦坑擔任領班時拍攝的工作照。過去曾在此經歷工的作礦工們則親自擔任導覽員。

## 外部連結
- 地質及礦業文化推廣教室－猴硐礦工文史館的Facebook專頁
- 猴硐礦工文史館導覽 - 典藏新北學 （页面存档备份，存于）